# 鷲林寺
鷲林寺（じゅうりんじ）は、兵庫県西宮市にある高野山真言宗の仏教寺院。山号は六甲山。六甲山地の麓に位置する。
寺伝によれば、天長10年（833年）、淳和天皇の勅願寺として空海により開創されたという。本尊は十一面観世音菩薩。紅葉の名所で、季節になると多くの参拝客で賑わう。

## 境内
- 本堂 - 伝弘法大師作の本尊十一面観世音菩薩を安置
- 護摩堂 - 伝弘法大師作の鷲不動明王（麁乱荒神）、毘沙門天王  弁才天を安置
- 多宝塔 - 1階が納骨堂、2階が多宝塔で、金剛界大日如来・不動明王・愛染明王を安置
- 弁財天池
- 荒神堂 麁乱（そらん）荒神を祀る。麁乱荒神は廣田神社祭神撞賢木厳魂天疎向津姫（瀬織津姫）の化身、または眷属神とされ、後に宝塚市の清荒神清澄寺で清三宝荒神として祀られる。
- 水子地蔵尊
- 修行大師
- 鐘楼
- 八大龍王
- 七重石塔 - 伝武田信玄墓
- 観音水 - 六甲山の湧き水が流れ着いたもので、飲むことができる

## 所在地
- 〒662-0003 兵庫県西宮市鷲林寺町4-8

## 交通アクセス
- 阪急神戸線 夙川駅から阪急バスで17分、「鷲林寺」下車 徒歩20分
- 阪神本線 西宮駅から阪神バス乗車、「鷲林寺」下車 徒歩20分
- JR神戸線 西宮駅から阪神バス乗車、「鷲林寺」下車 徒歩20分

## 周辺情報
- 甲山
- 神呪寺
- 兵庫県立甲山森林公園
- 北山緑化植物園
- シトー会西宮の聖母修道院（トラピスチヌ修道院）（村野藤吾設計）